# Hospital (telenovela)
Hospital é uma telenovela brasileira produzida e exibida pela TV Tupi, entre 28 de junho e 14 de novembro de 1971, em 115 capítulos. Sucedeu Simplesmente Maria e antecedeu O Preço de um Homem na faixa das 20 horas. Escrita por Benjamin Cattan a partir do argumento de Cassiano Gabus Mendes, teve direção de Walter Avancini.
Contou com as atuações de Stênio Garcia, Jaques Lagoa, Glauce Rocha, Maria Isabel de Lizandra, Henrique Martins, Rildo Gonçalves, Tony Ramos e Jaime Barcelos nos papeis principais.
Dos 115 capítulos originalmente exibidos, apenas 3 foram preservados, estando sob a guarda da Cinemateca Brasileira.

## Produção
A ideia de ambientar a trama em um hospital partiu de Cassiano Gabus Mendes, um dos diretores da TV Tupi. Segundo ele, era um local onde se poderia desenvolver uma história humana e comovente. A proposta inicial era criticar atitudes de médicos inescrupulosos, mas aos poucos foi reduzida a pequenos problemas hopitalares.
A novela era gravada nos estúdios da emissora em São Paulo, onde foi instalado um cenário com modernos equipamentos de ambiente hospitalar. Para moldarem seus personagens, os atores tiveram aulas de enfermagem e estagiaram em hospitais da capital paulista. Intérprete do protagonista Dr. Maurício, um médico patologista, Stênio Garcia acompanhou duas cirurgias e fez pesquisas em microscópios, e as atrizes Ana Rosa, Suely Franco, Yara Lins e Marilu Martinelli receberam instruções da enfermeira-chefe do Hospital 9 de Julho.
Glauce Rocha, que interpretava a personagem Helena, faleceu de infarto do miocárdio em 12 de outubro de 1971, a um mês de Hospital ter sua exibição finalizada, faltando gravar cinco capítulos para a conclusão da trama.

## Sinopse
A história girava em torno de um hospital com tramas envolvendo pacientes, funcionários, médicos e enfermeiros. Um mistério era seu fio condutor: o de quem era o corpo morto em um acidente de carro envolvendo Dr. Maurício e Dr. Fernando. Em uma noite, Fernando dá carona a Maurício e tal acidente incendeia o veículo onde os dois estavam. Um corpo é carbonizado e o outro fica irreconhecível. Acredita-se que Fernando morreu e que Maurício sobreviveu, pois seus documentos são encontrados em seu paletó. Uma cirurgia plástica refaz o rosto do sobrevivente, e quando este retira os curativos, declara que não é Maurício, e sim Fernando, passando a assumir a identidade do colega, enganando a muitos por algum tempo.
Posteriormente se sabe que o acidente era uma farsa planejada por uma quadrilha, uma espécie de "máfia branca", para apoderar-se do hospital onde a trama era centralizada. Fernando era noivo da Dr.ª Cristina, herdeira do hospital com o qual Maurício queria ficar rico casando com ela. O acidente foi premeditado: Maurício insistiu pela carona e vestiu o paletó de Fernando onde estavam os seus documentos. Durante o desenrolar da história, Fernando, passando-se por morto, ajuda seus amigos no hospital a desmascarar os vilões. Ao final, descobre-se que Fernando estava vivo, preso em uma cabana, e que um corpo carbonizado o substituiu no acidente. Maurício, o falso Fernando, é seguido sem saber, vai até o cativeiro onde o verdadeiro era mantido preso e comete suicídio quando todo o mistério é desvendado.

## Elenco
| Ator/Atriz               | Personagem      |
| ------------------------ | --------------- |
| Stênio Garcia            | Dr. Maurício    |
| Jaques Lagoa             | Dr. Fernando    |
| Maria Isabel de Lizandra | Cristina        |
| Glauce Rocha             | Helena          |
| Henrique Martins         | Rogério         |
| Rildo Gonçalves          | Dr. Otávio      |
| Marilu Martinelli        | Maria Lúcia     |
| Carlos Alberto Riccelli  | Tato            |
| Cristina Martinez        | Silvinha        |
| Tony Ramos               | Dr. Luiz Carlos |
| Elaine Cristina          | Fátima          |
| Ênio Gonçalves           | Dr. Flávio      |
| Jayme Barcellos          | Dr. Miguel      |
| Ana Rosa                 | Ângela          |
| Suely Franco             | Celeste         |
| Kate Hansen              | Helga           |
| Teresinha Sodré          | Terezinha       |
| Yara Lins                | Aurora          |
| Selma Egrei              | Selma           |
| Olívia Camargo           | Amália          |
| Flávio Galvão            | Dr. Celso       |
| Tereza Campos            | Maysa           |
| Homero Kossac            | Dr. Jaime       |
| Maria Aparecida Baxter   | Altamira        |
| Leonor Navarro           | Leonor          |
| Roberto Maya             | Dr. Fábio       |
| Silvio Francisco         | Dr. João        |
| Aldo César               | Dr. Mário       |
| Older Cazarré            | Olegário        |
| Cláudia Mello            | Lindalva        |
| Augusto Baroni           | Augusto         |
| João Luiz de Almeida     | Carlinhos       |
| Rubens Teixeira          | José            |
| Gilberto Barolli         | Roberto (Bob)   |
| José Coutinho            | Dr. Coutinho    |
| Celso Lucas              | Dr. Vicente     |
| Sandra Lobo              | Sandra          |
| Neide Monteiro           | Neide           |
| Clarisse Piovesan        | Clarisse        |
| Lina de Roma             | Lina            |
| Maria Rosa Alvino        | Rosa            |
| Maria Rosa de Souza      | Roy             |
| Mariângela               | Mafalda         |
| Isabel Carvalho Souza    | Isabel          |
| Carlos Alberto Jellmayer | Carlos          |
| Paulo Ramos              | Dr. Paulo       |
| José Coutinho            | Dr. Coutinho    |
| Ronaldo Teixeira         | Dr. Teixeira    |

Participação especial
- Elísio de Albuquerque
- Arnaldo Weiss
- Osley Delamo
- Osvaldo Ávila
- Tuska

## Trilha sonora
A música de abertura era "Tema do Hospital", composta para a novela por Walter Franco e interpretada por ele com participação de Silvia Maria. Em 1973, a canção, regravada, fez parte do long play de Franco Ou Não intitulada definitivamente como No Fundo do Poço. As músicas presentes na trilha sonora da novela eram:
- "Lieberträum (Sonho de Amar)" - Franz Liszt
- "Serenade" - Franz Schubert
- "Serenade" - Enrico Toselli
- "Pour Elise" - Ludwig van Beethoven
- "Valsa do Adeus" - Frédéric Chopin
- "Clair de Lune" - Claude Debussy
- "My Song of Love"
- Tema do Hospital (No Fundo do Poço) - Walter Franco (participação de Silvia Maria)